# 大潟町
大潟町（おおがたまち）は、新潟県の南西にある中頸城郡に位置していた町。上越市への通勤率は30.7%（平成12年国勢調査）。2005年1月1日に上越市に編入し、町域は地域自治区「大潟区」となった。

## 地理
- 山:
- 河川:
- 湖沼: 朝日池、鵜ノ池、天ヶ池

### 隣接していた自治体
- 上越市
- 中頸城郡：柿崎町、吉川町、頸城村

## 歴史

### 沿革
- 1889年（明治22年）4月1日 - 町村制施行に伴い中頸城郡潟町村、九戸浜村、雁子浜村、浜雁子新田、九戸雁子上下浜立会が合併し、潟町村（かたまちむら）が発足。
- 1901年（明治34年）11月1日 - 中頸城郡犀潟村と合併し潟町村を新設。
- 1955年（昭和30年）3月31日 - 中頸城郡旭村の一部を編入。
- 1957年（昭和32年）8月1日 - 町制施行し大潟町に改称。
- 2005年（平成17年）1月1日 - 上越市に編入され、町域は地域自治区「大潟区」となる。

## 行政
- 町長：藤縄清治
- 佐藤 清栄
- 田中 精一郎
- 藤縄 譲二
- 渡邉 之夫（1993年12月29日から）
- 新保 啓吉

## 経済

### 産業
- 主な産業
- 産業人口

## 地域

### 健康
- 平均年齢 不明

### 教育
- 大潟町小学校
- 大潟町中学校

## 交通

### 鉄道路線
- 東日本旅客鉄道信越本線
  - 犀潟駅 - 土底浜駅 - 潟町駅
- 北越急行ほくほく線
  - 犀潟駅

### 道路
高速道路
町内にあるインターチェンジ：大潟P.Aスマートインターチェンジ（ETC専用）
町内にあるパーキングエリア:大潟P.A
一般国道
町内を走る一般国道：国道8号
都道府県道
町内を走る県道：

## 名所・旧跡・観光スポット・祭事・催事
- 鵜の浜海水浴場
- 鵜の浜温泉
- 大潟キャンプ場
- 鵜の浜人魚館
- 大潟水と森公園

## 出身有名人
- 小山作之助（作曲家）
- 藤縄清治（県議会議長）